# أوليفر دروست
أوليفر دروست (بالدنماركية: Oliver Drost)‏ هو لاعب كرة قدم دنماركي، ولد في 4 نوفمبر 1995 في الدنمارك في مملكة الدنمارك. لعب مع نادي فايله.

## وصلات خارجية
- أوليفر دروست على موقع قاعدة بيانات كرة القدم.إي يو (الإنجليزية)